# Zoja (film 1944)
Zoja (oryg. Зоя) – radziecki dramat wojenny z 1944 roku w reżyserii Leo Arnsztama. Film inspirowany wydarzeniami jakie rozegrały się podczas II wojny światowej na froncie wschodnim w ZSRR, oparty na kulcie Zoi Kosmodiemjanskiej.  

## Opis fabuły
II wojna światowa, zima roku 1941 na froncie wschodnim. Młoda dziewczyna zostaje schwytana przez niemieckich żołnierzy podczas próby podpalenia kwater Wehrmachtu. Pomimo brutalnych przesłuchań do końca zachowuje postawę niezłomnej komunistki. Spędzona w areszcie noc przed egzekucją jest dla niej okazją do wspomnień, ukazujących życie wzorowej komsomołki. Rankiem zostaje publicznie powieszona.

## Obsada aktorska
- Galina Wodianicka – Zoja
- Katia Skworcowa – Zoja w dzieciństwie
- Ksienija Tarasowa – matka Zoi
- Nikołaj Ryżow – ojciec Zoi
- Aleksandr Kuzniecow – Boris, szkolny kolega Zoi
- Boris Posławski – Michaił Filin, nauczyciel Zoi
- Władimir Wołczik – sekretarz Komsomołu
- Wiera Popowa – gospodyni domu w którym torturowano Zoję
- Tamara Alcewa – nauczycielka Zoi
- Irina Murzajewa – gospodyni domu w którym mieszkała Zoja
- Zoja Żukowa – Zina, koleżanka szkolna Zoi
- Nikołaj Bogatyriow – Pietia, szkolny kolega Zoi
- Aleksiej Batałow – kolega szkolny Zoi (redaktor szkolnej gazetki)
- Marija Winogradowa – koleżanka szkolna Zoi
- Jekatierina Dieriewszczikowa – koleżanka szkolna Zoi
- Olga Chor´kowa – koleżanka szkolna Zoi
- Siergiej Nikonow – ranny partyzant
- Karł Gurniak – partyzant
- Michaił Trojanowski – kierownik szkoły
- Władimir Podgorny – niemiecki oficer
- Władimir Lippart – żołnierz niemiecki
- Wiktor Matisen – żołnierz niemiecki
- Rostisław Platt – żołnierz niemiecki
- Anatolij Kubacki – żołnierz niemiecki
- Gieorgij Budarow – żołnierz niemiecki
- Jelena Muzil – kobieta w tłumie podczas egzekucji
- Jelena Maksimowa – kobieta w tłumie podczas egzekucji

i inni.